# ريوتا كاميا
ريوتا كاميا (باليابانية: 神谷 椋士) (مواليد 16 يونيو 1997) هو لاعب كرة قدم ياباني.

## وصلات خارجية
- ريوتا كاميا على موقع رابطة كرة القدم اليابانية للمحترفين (اليابانية)
- ريوتا كاميا على موقع Soccerway.com (الإنجليزية)